# Miroslav Cerar
Miroslav Cerar (Ljubljana, Regne de Iugoslàvia 1939) és un gimnasta artístic iugoslau, ja retirat, guanyador de tres medalles olímpiques.

## Biografia
Va néixer el 28 d'octubre de 1939 a la ciutat de Ljubljana, població que en aquells moments formava part del Regne de Iugoslàvia i que avui en dia és la capital d'Eslovènia.

## Carrera esportiva
Va participar, als 20 anys, en els Jocs Olímpics d'Estiu de 1960 realitzats a Roma (Itàlia), on en representació de la República Federal Socialista de Iugoslàvia finalitzà cinquè en la prova de barra fixa (aconseguint guanyar així un diploma olímpic), vuitè en la prova individual masculina i novè en la prova per equips com a resultats més destacats.
En els Jocs Olímpics d'Estiu de 1964 realitzats a Tòquio (Japó) aconseguí guanyar la medalla d'or en la prova de cavall amb arcs i la medalla de bronze en la prova de barra fixa, a més de finalitzar sisè en la prova de barres paral·leles, setè en la prova individual i onzè en la prova per equips.
En els Jocs Olímpics d'Estiu de 1968 celebrats a Ciutat de Mèxic (Mèxic), la seva última participació olímpica, aconseguí revalidar el seu títol olímpic en cavall amb arcs, finalitzant sisè en la prova per equips i novè en la prova individual com a resultats més destacats.
Al llarg de la seva carrera ha guanyat cinc medalles en el Campionat del Món de gimnàstica artística, entre elles tres medalles d'or, i quinze medalles en el Campionat d'Europa de l'especialitat, entre elles nou medalles d'or. Va guanyar 13 títols nacionals  i va ser escollit vuit vegades Atleta de l'Any de Iugoslàvia (1961-64, 1966, 1968-70).
El 1984 el Comitè Olímpic Internacional li va atorgar l'Orde Olímpic de Plata.  El 1999 va ser inclòs al Saló de la Fama Internacional de la Gimnàstica i el 2011 al Saló de la Fama dels Atletes Eslovens.